# 村山直儀
村山 直儀（むらやま なおよし、1936年 - ）は、日本の洋画家。東京都京橋区（現在の中央区）出身。

## 経歴
1962年日宣美展に出展、入賞を機に、本格的に創作活動を開始する。純粋絵画の制作・発表を続け、シュールレアリズムに傾倒していく。1972年渡欧。ロンドン・テイトギャラリーにて、ジョゼフ・マロード・ウィリアム・ターナーの作品に触れ感銘を受ける。1990年「戦国ロマンシリーズ」を発表。カナダ・ケベック州美術図書館に「内刀（せんじん）」が永久保存される。1991年 街の芸人シリーズ、風の舞シリーズを制作発表。1997年「源氏物語」出版1000年記念「遥かなる姫たち」の版画発表。2000年ロシア・バレエのスーパースターを描くため、ロシアを取材旅行。2004年楊貴妃伝説を描くため、中国西安市を訪問し取材を慣行、試作品を発表。2006年ウクライナ、ハリコフ市ハリコフ舞踊学校子供バレエ団“シンデレラ物語”を取材し、シリーズ制作。
現在無所属。東京都在住。

## 作風
躍動感あふれる写実的な人物画を得意とし、美人画を多く手がける。バレリーナオクサーナ・クチュルク(Oksana Kucheruk)や女優本田美奈子らの舞台上での姿を描く一方、源義経などの勇壮な「武将画」や、楊貴妃などの「伝説画」も手がける。

## 活動

### 主な出品・受賞歴
- 1989年 現代洋画精鋭選抜展 受賞
- 1990年 サロン・ド・トーヌ展（パリ／グラン・パレ）
- 1991年 パリ国際日本サロン展 受賞
- 1991年 ル・サロン展（パリ／グラン・パレ） 受賞
- 1992年 東京国際見本市展TIAS（東京）
- 1993年 現代日本美術家展（スペイン・サラゴッサ／パブロ・ガルガリョ美術館）
- 1994年 サロン・ド・トーヌ日仏会員展
- 1995年 ベルギー美術賞展アントワープ展（アントワープ／ロイヤル・アカデミー・ファインアーツ） グランプリ受賞
- 1995年 日仏現代美術20人展（パリ市役所）
- 1996年 パリ・ビエンナーレ・インターナショナル100（パリ）
- 1996年 日仏現代美術証人作家展（東京／大森ベルポート）
- 1997年 現代秀作美人画展（東京／大森ベルポート）
- 2002年 9.11のためのチャリティー・ワールドアートショウ巡回展（東京・大阪・京都・名古屋・福岡・横浜）

### 主な展覧会
- 1995年 村山直儀ロマン絵画展－神崎愛の感性を描く（東京／銀座三越）
- 1997年 村山直儀水彩画展（東京／新宿アートギャラリー・アンファン）
- 1997年 村山直儀名馬と駿馬を描く展（静岡／ヤマハホースショウ）
- 1997年 村山直儀作品展（東京／青山永井画廊）
- 1998年 個展（東京／銀座三越）
- 1999年 個展（東京／東京ロイヤル美術館）
- 2000年 ヒューマン・アーチストナウ（難病の人たちを支える芸術家の集い）チャリティー展（東京／大森ベルポート）
- 2001年 クラシックバレエのスーパースターを描く展（モスクワ・ボリショイ劇場での第9回世界バレエコンペティション開催。同コンペティションで、優秀バレリーナに村山筆の肖像画を贈呈する「村山賞」が設立される）
- 2005年 源義経伝説“永訣の月”完成記念として記念展開催（岩手／平泉町郷土館）
- 2009年 LIVE FOR LIFE音楽彩 本田美奈子メモリアル展（東京／日比谷公会堂）
- 2010年 村山直儀展（東京／藤屋画廊）
- 2011年 「Heart & Minds バレエ・コンクール2011」とバレエ絵画展同時発表（千葉／シェラトン・グランデ・トーキョーベイ・ホテル）
- 2012年 村山直儀展（京王プラザ・ホテル・ギャラリー）
- 2014年 村山直儀展（東京／ギャラリー・コンティーナ）

### 作品集
- 村山直儀ロマン絵画集'95(並製本60ページ／1995年1月20日発行／発行所：株式会社アーバンライフ)
- 村山直儀作品集「魂の筆-Brush work of a Divine Soul」(1997年)
- 村山直儀作品集 The Collection of MURAYAMA NAOYOSHI（並製本36ページ／2004年10月30日発行／定価：2,800円／発行所：アイカラー／発行人：一ノ瀬昭／印刷：株式会社諏訪印刷）
- The Collection of NAOYOSHI MURAYAMA 村山直儀作品集Ⅱ（上製本34ページ／2006年9月1日発行／定価：3,900円／発行人：一ノ瀬昭／発行所：アイブックス／印刷所：アイカラー））
- Brushwork of A Divine Soul The Collection of NAOYOSHI MURAYAMA 村山直儀作品集 －魂の筆－（上製本36ページ／2015年11月発行／発行人：一ノ瀬昭／発行所：アイカラー／印刷所：株式会社諏訪印刷））